# فرانز أوبراتشر
فرانز أوبراتشر (بالألمانية: Franz Oberacher)‏ (مواليد 24 مارس 1954) هو لاعب كرة قدم. يلعب مع منتخب النمسا لكرة القدم. سبق له أن لعب في كأس العالم لكرة القدم مع منتخب بلاده.

## مسيرته الكروية
لعب فرانز أوبراتشر خلال مسيرته الاحترافية مع 4 أندية في أربعة عشر موسمًا وسجل خلالها 75 هدفًا ضمن 323 مباراة. حيث فاز في أربعة مواسم بالكأس وفي موسمين بالدوري.
خاض فرانز أوبراتشر مسيرته مع نادي واكر إنسبروك في موسم 1974–75 ليلعب معه خمسة مواسم، مشاركًا في 139 مباراة سجل خلالها 29 هدفًا. ثم انتقل إلى نادي نورنبرغ في موسم 1979–80 ولمدة موسمين، حيث شارك في 56 مباراة سجل خلالها 21 هدفًا. لينتقل بعدها إلى نادي إي زد ألكمار في موسم 1981–82 ولمدة موسمين، مشاركًا في 26 مباراة سجل خلالها 5 أهداف. ثم انتقل إلى نادي كارنتين في موسم 1982–83 ليلعب معه خمسة مواسم، مشاركًا في 102 مباراة سجل خلالها 20 هدف.

## روابط خارجية
- فرانز أوبراتشر على موقع الاتحاد الدولي (مؤرشف)  (الإنجليزية)
- فرانز أوبراتشر على موقع قاعدة بيانات كرة القدم.إي يو (الإنجليزية)
- فرانز أوبراتشر على موقع بيانات كرة القدم. دي إي (الألمانية)
- فرانز أوبراتشر على موقع ناشيونال فوتبول تيمز (الإنجليزية)
- فرانز أوبراتشر على موقع عالم كرة القدم.نت (الإنجليزية)